# Aleksander Jagiellon
Aleksander Jagiellon (polska: Aleksander Jagiellończyk [a.lɛkˈsan.dɛr jaɡi̯ɛlˈlɔɲt͡ʃɨk]
 ( lyssna); litauiska: Aleksandras Jogailaitis), född 5 augusti 1461 i Kraków i Polen, död 19 augusti 1506 i Vilnius i Litauen, var storfurste av Litauen och kung av Polen mellan 1492 respektive 1501 fram till hans död 1506. 

## Biografi
Som fjärde sonen till storfursten Kasimir IV och storhertiginnan Elisabet blev han vald till storfurste i Litauen vid sin fars död 1492 och kung i Polen när hans bror Jan I dog 1501. Han var gift med Helena men äktenskapet förblev barnlöst.
Sejmen hade år 1505 antagit konstitutionslagen Nihil novi, som i praktiken gjorde det omöjligt för Aleksander att fatta några belut utan Sejmens och senatens godkännande.